# هاميلتون بويد
هاميلتون بويد (بالإنجليزية: Hamilton Boyd)‏ هو سياسي أمريكي، ولد في 1831، وتوفي في 1886 في بورتلاند في الولايات المتحدة.